# Eisenia hortensis
Eisenia hortensis (o Dendrobaena veneta) es una lombriz de tierra con un peso promedio de 1,5 gramos en su etapa adulta. Generalmente de color rosa y gris con bandas característica que le otorga un aspecto rayado. La cola es a menudo crema o pálido amarillo. Cuándo la especie no ha sido alimentada tiene un color rosa pálido. Se encuentra normalmente en bosques europeos dentro de la capa que se forma con las hojas caídas de los árboles, un hábitat es rico en materia orgánica. Eisenia hortensis se vende principalmente como gusano de cebo, aunque se usa cada vez más como gusano de compostaje.
Comparada con Eisenia fetida, E. hortensis se adapta mejor a un entorno con alta proporción de carbono en relación con el nitrógeno. Esto la hace una buena elección para un compost con alto contenido de materiales fibrosos generalmente conocidos como marrones. En algunas zonas de EE. UU., esta especie puede comportarse como invasiva; solo debe ser criada dentro de contenedores de compost en el bioma de bosque caducifolio y bosque boreal.

## Índice de reproducción
- 0,8 huevos por adulto por semana.
- 1 cría por huevo.
- Hermafrodita.
- Reproducción neta de 0,8 jóvenes por adulto por semana.
- Del huevo a la madurez sexual en 20 semanas.